# Ooencyrtus corei
Ooencyrtus corei är en stekelart som beskrevs av Trjapitzin 1979. Ooencyrtus corei ingår i släktet Ooencyrtus och familjen sköldlussteklar.
Artens utbredningsområde är Moldavien. Inga underarter finns listade i Catalogue of Life.